# Blagny-sur-Vingeanne
Blagny-sur-Vingeanne település Franciaországban, Côte-d’Or megyében. Lakosainak száma 125 fő (2022. január 1.). Blagny-sur-Vingeanne Beaumont-sur-Vingeanne, Mirebeau-sur-Bèze, Oisilly, Champagne-sur-Vingeanne és Noiron-sur-Bèze községekkel határos.

## Népesség
A település népességének változása:
| Lakosok száma | 133  | 119  | 122  | 126  | 153  | 140  | 132  | 130  | 128  | 125  |
|               | 1968 | 1982 | 1990 | 2006 | 2013 | 2015 | 2017 | 2019 | 2020 | 2022 |